# Município de Washington (condado de Columbiana, Ohio)
O município de Washington (em inglês: Washington Township) é um município localizado no condado de Columbiana no estado estadounidense de Ohio. No ano de 2010 tinha uma população de 2.264 habitantes e uma densidade populacional de 39,15 pessoas por km².

## Geografia
O município de Washington encontra-se localizado nas coordenadas 40° 37′ 40″ N, 80° 47′ 45″ O. Segundo a Departamento do Censo dos Estados Unidos, o município tem uma superfície total de 57.83 km², da qual 57,11 km² correspondem a terra firme e (1,25 %) 0,72 km² é água.

## Demografia
Segundo o censo de 2010, tinha 2.264 habitantes residindo no município de Washington. A densidade populacional era de 39,15 hab./km². Dos 2.264 habitantes, o município de Washington estava composto pelo 96,64 % brancos, o 1,24 % eram afroamericanos, o 0,13 % eram amerindios, o 0,09 % eram asiáticos, o 0,04 % eram de outras raças e o 1,86 % eram de uma mistura de raças. Do total da população o 0,35 % eram hispanos ou latinos de qualquer raça.